# Coupe d'Europe de basket-ball 3×3 2021
Navigation
2019 2022
La Coupe d’Europe de basket-ball 3×3 2021 (anglais : 2021 FIBA 3x3 Europe Cup) est la 6e édition de la coupe d’Europe de basket-ball à trois, organisée par la FIBA du 10 au 12 septembre 2021 à Paris.

## Tournoi masculin

### Tour préliminaire
Poule A
| Rang | Équipe   | Pts | J | G | N | P | Bp | Bc | Diff | Qualification   |  | Drapeau de la Serbie | Drapeau de l'Ukraine | Drapeau de la Belgique |
| ---- | -------- | --- | - | - | - | - | -- | -- | ---- | --------------- |  | -------------------- | -------------------- | ---------------------- |
| 1    | Serbie   | 3   | 2 | 1 | 0 | 1 | 37 | 33 | +4   | Quart de finale |  | —                    | 17–21                | 20–12                  |
| 2    | Ukraine  | 3   | 2 | 1 | 0 | 1 | 31 | 28 | +3   | Quart de finale |  | 21–17                | —                    | 10–11                  |
| 3    | Belgique | 3   | 2 | 1 | 0 | 1 | 23 | 30 | −7   |                 |  | 12–20                | 11–10                | —                      |

Poule B
| Rang | Équipe   | Pts | J | G | N | P | Bp | Bc | Diff | Qualification   |  | Drapeau de la Pologne | Drapeau de l'Estonie | Drapeau de la Slovénie |
| ---- | -------- | --- | - | - | - | - | -- | -- | ---- | --------------- |  | --------------------- | -------------------- | ---------------------- |
| 1    | Pologne  | 4   | 2 | 2 | 0 | 0 | 41 | 32 | +9   | Quart de finale |  | —                     | 20–18                | 21–14                  |
| 2    | Estonie  | 3   | 2 | 1 | 0 | 1 | 37 | 37 | 0    | Quart de finale |  | 18–20                 | —                    | 19–17                  |
| 3    | Slovénie | 2   | 2 | 0 | 0 | 2 | 31 | 40 | −9   |                 |  | 14–21                 | 17–19                | —                      |

Poule C
| Rang | Équipe     | Pts | J | G | N | P | Bp | Bc | Diff | Qualification   |  | Drapeau de la Lituanie | Drapeau de la France | Drapeau de l'Autriche |
| ---- | ---------- | --- | - | - | - | - | -- | -- | ---- | --------------- |  | ---------------------- | -------------------- | --------------------- |
| 1    | Lituanie   | 4   | 2 | 2 | 0 | 0 | 39 | 32 | +7   | Quart de finale |  | —                      | 21–19                | 18–13                 |
| 2    | France (H) | 3   | 2 | 1 | 0 | 1 | 40 | 35 | +5   | Quart de finale |  | 19–21                  | —                    | 21–14                 |
| 3    | Autriche   | 2   | 2 | 0 | 0 | 2 | 27 | 39 | −12  |                 |  | 13–18                  | 14–21                | —                     |

Poule D
| Rang | Équipe   | Pts | J | G | N | P | Bp | Bc | Diff | Qualification   |  | Drapeau de la Russie | Drapeau des Pays-Bas | Drapeau d’Israël |
| ---- | -------- | --- | - | - | - | - | -- | -- | ---- | --------------- |  | -------------------- | -------------------- | ---------------- |
| 1    | Russie   | 4   | 2 | 2 | 0 | 0 | 41 | 36 | +5   | Quart de finale |  | —                    | 20–19                | 21–17            |
| 2    | Pays-Bas | 3   | 2 | 1 | 0 | 1 | 40 | 33 | +7   | Quart de finale |  | 19–20                | —                    | 21–13            |
| 3    | Israël   | 2   | 2 | 0 | 0 | 2 | 30 | 42 | −12  |                 |  | 17–21                | 13–21                | —                |

### Phase finale
|  | Quarts de finale    | Quarts de finale    |                     |    | Demi-finales       | Demi-finales       |  |  | Finale | Finale |
|  |                     |                     |                     |    |                    |                    |  |  |        |        |
|  | 12 Sep 2021 – 15:10 |                     |                     |    |                    |                    |  |  |        |        |
|  |                     |                     |                     |    |                    |                    |  |  |        |        |
|  | Serbie              | 20                  |                     |    |                    |                    |  |  |        |        |
|  | Serbie              | 20                  | 12 Sep 2021 – 19:20 |    |                    |                    |  |  |        |        |
|  | France              | 17                  |                     |    |                    |                    |  |  |        |        |
|  | France              | 17                  | Serbie              | 18 |                    |                    |  |  |        |        |
|  | 12 Sep 2021 – 15:35 |                     | Serbie              | 18 |                    |                    |  |  |        |        |
|  |                     | Russie              | 13                  |    |                    |                    |  |  |        |        |
|  | Russie              | Russie              | 13                  | 19 |                    |                    |  |  |        |        |
|  | Russie              |                     | 12 Sep 2021 – 22:05 | 19 |                    |                    |  |  |        |        |
|  | Estonie             | 16                  |                     |    |                    |                    |  |  |        |        |
|  | Estonie             | 16                  | Serbie              | 20 |                    |                    |  |  |        |        |
|  | 12 Sep 2021 – 17:00 |                     | Serbie              | 20 |                    |                    |  |  |        |        |
|  |                     | Lituanie            | 14                  |    |                    |                    |  |  |        |        |
|  | Pologne             | Lituanie            | 14                  | 21 |                    |                    |  |  |        |        |
|  | Pologne             | 12 Sep 2021 – 19:45 |                     | 21 |                    |                    |  |  |        |        |
|  | Pays-Bas            | 14                  |                     |    |                    |                    |  |  |        |        |
|  | Pays-Bas            | 14                  | Pologne             | 10 |                    |                    |  |  |        |        |
|  | 12 Sep 2021 – 17:25 |                     | Pologne             | 10 |                    |                    |  |  |        |        |
|  |                     | Lituanie            | 19                  |    | Médaille de bronze | Médaille de bronze |  |  |        |        |
|  | Lituanie            | Lituanie            | 19                  | 21 | Médaille de bronze | Médaille de bronze |  |  |        |        |
|  | Lituanie            |                     | 12 Sep 2021 – 21:05 | 21 |                    |                    |  |  |        |        |
|  | Ukraine             | 9                   |                     |    |                    |                    |  |  |        |        |
|  | Ukraine             | 9                   | Russie              | 18 |                    |                    |  |  |        |        |
|  |                     |                     |                     |    |                    |                    |  |  |        |        |
|  | Pologne             | 19                  |                     |    |                    |                    |  |  |        |        |
|  | Pologne             | 19                  |                     |    |                    |                    |  |  |        |        |

### Classement final
| Pos | Team     | J | G | P | PP |
| --- | -------- | - | - | - | -- |
| 1   | Serbie   | 5 | 5 | 0 | 95 |
| 2   | Lituanie | 5 | 4 | 1 | 93 |
| 3   | Pologne  | 5 | 4 | 1 | 91 |
| 4   | Russie   | 5 | 3 | 2 | 91 |
| 5   | France   | 3 | 1 | 2 | 57 |
| 6   | Pays-Bas | 3 | 1 | 2 | 54 |
| 7   | Estonie  | 3 | 1 | 2 | 53 |
| 8   | Ukraine  | 3 | 1 | 2 | 40 |
| 9   | Belgique | 2 | 1 | 1 | 23 |
| 10  | Slovénie | 2 | 0 | 2 | 31 |
| 11  | Israël   | 2 | 0 | 2 | 30 |
| 12  | Autriche | 2 | 0 | 2 | 27 |

## Tournoi féminin

### Tour préliminaire
Poule A
| Rang | Équipe     | Pts | J | G | N | P | Bp | Bc | Diff | Qualification   |  | Drapeau de la France | Drapeau de l'Allemagne | Drapeau d’Israël |
| ---- | ---------- | --- | - | - | - | - | -- | -- | ---- | --------------- |  | -------------------- | ---------------------- | ---------------- |
| 1    | France (H) | 4   | 2 | 2 | 0 | 0 | 43 | 22 | +21  | Quart de finale |  | —                    | 21–12                  | 22–10            |
| 2    | Allemagne  | 3   | 2 | 1 | 0 | 1 | 31 | 35 | −4   | Quart de finale |  | 12–21                | —                      | 19–14            |
| 3    | Israël     | 2   | 2 | 0 | 0 | 2 | 24 | 41 | −17  |                 |  | 10–22                | 14–19                  | —                |

Poule B
| Rang | Équipe          | Pts | J | G | N | P | Bp | Bc | Diff | Qualification   |  | Drapeau de la Russie | Drapeau de l'Ukraine | Drapeau du Royaume-Uni |
| ---- | --------------- | --- | - | - | - | - | -- | -- | ---- | --------------- |  | -------------------- | -------------------- | ---------------------- |
| 1    | Russie          | 4   | 2 | 2 | 0 | 0 | 36 | 30 | +6   | Quart de finale |  | —                    | 21–18                | 15–12                  |
| 2    | Ukraine         | 3   | 2 | 1 | 0 | 1 | 38 | 39 | −1   | Quart de finale |  | 18–21                | —                    | 20–18                  |
| 3    | Grande-Bretagne | 2   | 2 | 0 | 0 | 2 | 30 | 35 | −5   |                 |  | 12–15                | 18–20                | —                      |

Poule C
| Rang | Équipe   | Pts | J | G | N | P | Bp | Bc | Diff | Qualification   |  | Drapeau de la Hongrie | Drapeau de la Roumanie | Drapeau de la Belgique |
| ---- | -------- | --- | - | - | - | - | -- | -- | ---- | --------------- |  | --------------------- | ---------------------- | ---------------------- |
| 1    | Hongrie  | 4   | 2 | 2 | 0 | 0 | 29 | 26 | +3   | Quart de finale |  | —                     | 13–12                  | 16–14                  |
| 2    | Roumanie | 3   | 2 | 1 | 0 | 1 | 29 | 27 | +2   | Quart de finale |  | 12–13                 | —                      | 17–14                  |
| 3    | Belgique | 2   | 2 | 0 | 0 | 2 | 28 | 33 | −5   |                 |  | 14–16                 | 14–17                  | —                      |

Poule D
| Rang | Équipe   | Pts | J | G | N | P | Bp | Bc | Diff | Qualification   |  | Drapeau de l'Espagne | Drapeau de la Lituanie | Drapeau des Pays-Bas |
| ---- | -------- | --- | - | - | - | - | -- | -- | ---- | --------------- |  | -------------------- | ---------------------- | -------------------- |
| 1    | Espagne  | 3   | 2 | 1 | 0 | 1 | 40 | 35 | +5   | Quart de finale |  | —                    | 19–21                  | 21–14                |
| 2    | Lituanie | 3   | 2 | 1 | 0 | 1 | 40 | 40 | 0    | Quart de finale |  | 21–19                | —                      | 19–21                |
| 3    | Pays-Bas | 3   | 2 | 1 | 0 | 1 | 35 | 40 | −5   |                 |  | 14–21                | 21–19                  | —                    |

### Phase finale
|  | Quarts de finale    | Quarts de finale    |                     |    | Demi-finales       | Demi-finales       |  |  | Finale | Finale |
|  |                     |                     |                     |    |                    |                    |  |  |        |        |
|  | 12 Sep 2021 – 16:05 |                     |                     |    |                    |                    |  |  |        |        |
|  |                     |                     |                     |    |                    |                    |  |  |        |        |
|  | France              | 17                  |                     |    |                    |                    |  |  |        |        |
|  | France              | 17                  | 12 Sep 2021 – 18:50 |    |                    |                    |  |  |        |        |
|  | Roumanie            | 8                   |                     |    |                    |                    |  |  |        |        |
|  | Roumanie            | 8                   | France              | 17 |                    |                    |  |  |        |        |
|  | 12 Sep 2021 – 16:30 |                     | France              | 17 |                    |                    |  |  |        |        |
|  |                     | Espagne             | 21                  |    |                    |                    |  |  |        |        |
|  | Espagne             | Espagne             | 21                  | 22 |                    |                    |  |  |        |        |
|  | Espagne             |                     | 12 Sep 2021 – 21:40 | 22 |                    |                    |  |  |        |        |
|  | Ukraine             | 10                  |                     |    |                    |                    |  |  |        |        |
|  | Ukraine             | 10                  | Espagne             | 16 |                    |                    |  |  |        |        |
|  | 12 Sep 2021 – 14:15 |                     | Espagne             | 16 |                    |                    |  |  |        |        |
|  |                     | Allemagne           | 12                  |    |                    |                    |  |  |        |        |
|  | Russie              | Allemagne           | 12                  | 16 |                    |                    |  |  |        |        |
|  | Russie              | 12 Sep 2021 – 18:25 |                     | 16 |                    |                    |  |  |        |        |
|  | Lituanie            | 15                  |                     |    |                    |                    |  |  |        |        |
|  | Lituanie            | 15                  | Russie              | 12 |                    |                    |  |  |        |        |
|  | 12 Sep 2021 – 14:40 |                     | Russie              | 12 |                    |                    |  |  |        |        |
|  |                     | Allemagne           | 14                  |    | Médaille de bronze | Médaille de bronze |  |  |        |        |
|  | Hongrie             | Allemagne           | 14                  | 10 | Médaille de bronze | Médaille de bronze |  |  |        |        |
|  | Hongrie             |                     | 12 Sep 2021 – 20:40 | 10 |                    |                    |  |  |        |        |
|  | Allemagne           | 11                  |                     |    |                    |                    |  |  |        |        |
|  | Allemagne           | 11                  | France              | 19 |                    |                    |  |  |        |        |
|  |                     |                     |                     |    |                    |                    |  |  |        |        |
|  | Russie              | 13                  |                     |    |                    |                    |  |  |        |        |
|  | Russie              | 13                  |                     |    |                    |                    |  |  |        |        |

### Classement final
| Pos | Team            | J | G | P | PP |
| --- | --------------- | - | - | - | -- |
| 1   | Espagne         | 5 | 5 | 0 | 99 |
| 2   | Allemagne       | 5 | 3 | 2 | 68 |
| 3   | France          | 5 | 4 | 1 | 96 |
| 4   | Russie          | 5 | 3 | 2 | 77 |
| 5   | Hongrie         | 3 | 2 | 1 | 39 |
| 6   | Lituanie        | 3 | 1 | 2 | 55 |
| 7   | Ukraine         | 3 | 1 | 2 | 48 |
| 8   | Roumanie        | 3 | 1 | 2 | 37 |
| 9   | Pays-Bas        | 2 | 0 | 2 | 35 |
| 10  | Grande-Bretagne | 2 | 0 | 2 | 30 |
| 11  | Belgique        | 2 | 0 | 2 | 28 |
| 12  | Israël          | 2 | 0 | 2 | 24 |

### Récompenses
| Équipe du tournoi                     | Équipe du tournoi | Équipe du tournoi |
| ------------------------------------- | ----------------- | ----------------- |
| Sandra Ygueravide                     | Sonja Greinacher  | Marie-Ève Paget   |
| Meilleure joueuse : Sandra Ygueravide |                   |                   |